# Liste der Mitglieder der National Academy of Sciences/2010
Im Jahr 2010 wählte die National Academy of Sciences der Vereinigten Staaten 90 Personen zu ihren Mitgliedern.

## Neugewählte Mitglieder
- Larissa Adler-Lomnitz (1942–2019)
- David Aldous
- Frances E. Allen (1932–2020)
- Angelika Amon
- Porter W. Anderson, Jr.
- Wolfgang P. Baumeister
- Alexis T. Bell
- Philip Benfey
- Vann Bennett
- H. Russell Bernard
- Mina J. Bissell
- Douglas W. Burbank
- Michael D. Cahalan
- Roger D. Cone
- Nancy L. Craig
- J. C. Seamus Davis
- Stanislas Dehaene
- Persis S. Drell
- Jitender P. Dubey
- Greg J. Duncan
- Richard Eisenberg
- Marc Feldmann
- Robert J. Fletterick
- Jerome H. Friedman
- Don Ganem
- Neil Gehrels (1952–2017)
- Gary A. Glatzmaier
- Susan S. Golden
- Nigel D. Goldenfeld
- James Eric Gouaux, Jr.
- Sten Grillner
- James E. Haber
- Ilkka A. Hanski (1953–2016)
- Serge Haroche
- Ulrike A. Heberlein
- Janet Hemingway
- Michael J. Hopkins
- Gary T. Horowitz
- Kendall N. Houk
- Barbara Imperiali
- David Jablonski
- Michael I. Jordan
- William G. Kaelin, Jr.
- Victoria M. Kaspi
- Daniel L. Kastner
- Gary King
- Steven A. Kivelson
- Eva Kondorosi
- Steven E. Koonin
- Douglas E. Koshland
- Patricia Kuhl
- Lewis L. Lanier
- Jonathan I. Lunine
- Allan H. MacDonald
- Trudy F. C. Mackay
- Ravinder Maini
- Robert D. Mare (1951–2021)
- Michel G. Mayor
- Ruslan Medzhitov
- Chad A. Mirkin
- Emilio F. Moran
- Roeland Nusse
- Michele Parrinello
- Stephen Polasky
- Victor A. Ramos
- Lynn M. Riddiford
- Ignacio Rodriguez-Iturbe
- Kenneth S. Rogoff
- Lee D. Ross (1942–2021)
- Donald B. Rubin
- Roberta L. Rudnick
- Charles Sawyers
- Paul Schulze-Lefert
- Terrence J. Sejnowski
- Conjeeveram S. Seshadri (1932–2020)
- Thomas C. Spencer
- Charles Stanish
- Kevin Struhl
- Larry W. Swanson
- Attila Szabo
- Endre Szemeredi
- Susan E. Trumbore
- Richard P. Van Duyne (1945–2019)
- Mary C. Waters
- David A. Weitz
- Zena Werb (1945–2020)
- Jack Keil Wolf (1935–2011)
- King-Wai Yau
- Zhonghe Zhou
- Jian-Kang Zhu